# Kroktjärnen (Borgsjö socken, Medelpad)
Kroktjärnen är en sjö i Ånge kommun i Medelpad och ingår i Ljungans huvudavrinningsområde. Sjön har en area på 0,0155 kvadratkilometer och ligger 452,6 meter över havet. Kroktjärnen ligger i Jämtgaveln Natura 2000-område.

## Delavrinningsområde
Kroktjärnen ingår i det delavrinningsområde (694998-150356) som SMHI kallar för Utloppet av Kroktjärnen. Medelhöjden är 460 meter över havet och ytan är 0,3 kvadratkilometer. Det finns inga avrinningsområden uppströms utan avrinningsområdet är högsta punkten. Vattendraget som avvattnar avrinningsområdet har biflödesordning 3, vilket innebär att vattnet flödar genom totalt 3 vattendrag innan det når havet efter 114 kilometer. Avrinningsområdet består mestadels av skog (99 procent).